# Lina Ortas
Linarejos Ortas Blanco, conocida como Lina Ortas (Madrid, 13 de junio de 1954) es una política, empresaria, socióloga y comunicadora española, que ocupó diversos cargos en Unión de Centro Democrático (UCD) y Partido Demócrata Popular (PDP), siendo una de las primeras mujeres candidatas al Congreso de los Diputados, al Senado y al Parlamento Europeo. Es licenciada en Ciencias Políticas, Sociología y Periodismo. En la actualidad preside varias empresas de imagen y relaciones públicas.[cita requerida]

## Actividad política
Sus inicios en la política se remontan a 1979, año en que concurre como candidata a las elecciones generales de 1979 por Coalición Democrática (CD), siendo una de las primeras mujeres en optar al cargo aunque sin llegar a obtener un escaño parlamentario (la coalición obtuvo nueve escaños).
Ese mismo año, ingresa en Unión de Centro Democrático (UCD), por entonces partido en el gobierno de España, donde llegará a ocupar un puesto en el Consejo Político en el cargo de Responsable Nacional de Política de Mujer, Familia y Acción Social. Simultáneamente es Presidenta de Mujeres por Europa y Secretaria General de Mujeres Empresarias en la Confederación Empresarial de Madrid (CEIM).
En 1981 es nombrada Responsable Nacional de Estudios y Programas en UCD, donde coordinará la elaboración de los programas electorales del partido para las elecciones generales de 1982, a las que también se presentó como candidata por dicho partido, ocupando el nº12 en las listas. Más adelante fue nombrada adjunta al Secretario General en UCD, ejerciendo como jefa del gabinete de Juan Antonio Ortega, secretario general de UCD desde 1982 hasta su disolución . A finales de ese mismo año ostentó también el cargo de Secretaria de Acción Social de UCD, desde el cual reivindicó el papel de la mujer en el mundo laboral y político, afirmando que «la mujer no debe limitarse a emular al hombre» y posicionándose a favor de una reivindicación alejada «de los meros revanchismos históricos que algunos grupos feministas radicalizados propugnan». Es en esos años la única mujer en la ejecutiva nacional de UCD
Tras la desaparición de UCD en 1983 ingresa, como otros militantes democristianos del partido, en el Partido Demócrata Popular (PDP) asegurando que «los partidos de inspiración democristiana ostentan hoy, con toda legitimidad, el buscado y cuestionado centro». En el PDP será designada Secretaria Nacional de Acción Social, Mujer y Familia , cargo desde el que pone en marcha diversas iniciativas de corte social, como el primer seminario dirigido a la mujer en el ámbito rural o la Convención Nacional sobre la mujer . Ese mismo año es nombrada también Secretaria Nacional de Política Asociativa del PDP.
En 1985, es nombrada Secretaria Nacional de Comunicación del PDP. En 1986, algunos medios barajaron su nombre para la candidatura del PDP a la Presidencia de la Comunidad de Madrid, pero dicha candidatura no llegó a materializarse. En esta época firma varias tribunas de opinión sobre cuestiones políticas en medios como el periódico ABC, Diario 16 y Ya, en especial sobre el aborto , la eutanasia y las políticas de natalidad .
En las elecciones generales de España de 1986 es la única mujer candidata al Senado por Madrid, de los partidos con Representación Parlamentaria, ocupando el segundo puesto de la lista por Coalición Popular junto a Juan de Arespacochaga (Alianza Popular) y Luis María Huete (Partido Liberal) en una campaña con pocos medios . El cartel electoral levanta cierta polémica al aparecer como candidata a «senador por Madrid», lo que fue tildado por algunos medios como un «absoluto desprecio del género». Asimismo, durante la campaña algunos políticos manifiestan que las mujeres candidatas no son rentables en las listas porque «van de floreros» . Lina Ortas, por su parte, declara que «la mujer tiene que estar por derecho y por deber, igual que el hombre, presente en la política» 
En 1987 concurre nuevamente como candidata a las elecciones al Parlamento Europeo en las listas del PDP. En 1988 ostenta el cargo de secretaria nacional de Relaciones Externas de Democracia Cristiana

## Actividad empresarial y cultural
En 1989, coincidiendo con el fin de Democracia Cristiana, abandona la política para poder centrarse más en su familia y crea un gabinete de imagen y comunicación .
En 1997 crea el holding de comunicación Ecogrupo, con ocho empresas propias pertenecientes al sector de la comunicación (Abop Service, Cosepro, Filmayer, Graal,
Lina Ortas y Asociados, Massa, Pavsa y Ecopress) y dos multinacionales asociadas (The Media Partnership y la agencia publicitaria Bassat Ogilvy &
Mather) con una facturación global de 60.000 millones de pesetas. Al poco de su creación, se unieron otras cinco empresas más: Summa, Berteluz, Ibermail entre otras .
Es creadora de los Premios Pluma de Oro , con los que en 1997 fue galardonado Mario Vargas Llosa y fue asimismo Directora Ejecutiva del jurado del Club de la Escritura .
En 2014 crea la Fundación Persona, Esencia y Derechos, cuyo fin es la «asistencia social, buscando la promoción de los derechos de las personas, especialmente aquellas que se encuentran en situación o riesgo de exclusión social; por sufrir carencias de carácter material o físico, así como situación de soledad, abandono» así como «reafirmar la dignidad y esencia de la persona como consecuencia de ser un ser humano y todo lo que esto conlleva; vivir en libertad, justicia equitativa y paz» y la «promoción del voluntariado».
En 2016, con motivo del Año de la Misericordia, publica Cuestión de amor, un libro en el que cuenta sus experiencias religiosas y sobrenaturales orientado a la Misericordia, vivida desde la enfermedad de su hijo Nacho.

## Cargos desempeñados
- Responsable Nacional de Política de Mujer, Familia y Acción Social (UCD)
- Presidenta de Mujeres por Europa
- Secretaria General de Mujeres Empresarias (CEIM)
- Vicepresidenta de la Asociación Nacional "Concepción Arenal"
- Responsable Nacional de Estudios y Programas (UCD, 1981)
- Secretaria Nacional de Acción Social, Mujer y Familia (PDP, 1983)
- Secretaria nacional de Política Asociativa (PDP, 1983)
- Secretaria Nacional de Comunicación (1985)
- Secretaria nacional de Relaciones Externas (DC, 1988)